# Стюарт, Билл
Билл Стюарт (1941 — 20 июня 1979) — американский журналист компании ABC News, был убит Национальной гвардией Никарагуа в ходе гражданской войны в Никарагуа. Видеозапись его убийства неоднократно показывалась по американским каналам, это привело к падению популярности режима Сомосы в США и сокращению военных поставок режиму Сомосы со стороны США.

## Биография
Билл Стюарт родился в Западной Виргинии. В 1963 году он окончил университет штата Огайо. Во время учёбы он активно занимался общественной деятельностью, входил в состав студсовета и был членом братства Альфа Тау Омега. Он работал на канале WCCO-TV, затем перешёл в ABC News. Стюарт неоднократно бывал в зарубежных командировках, в феврале 1979 года он сделал репортаж об Иранской революции.
20 июня 1979 года Стюарт вместе с командой звукозаписи ехал в фургоне по району трущоб, находившихся в восточной части Манагуа. На КПП фургон был остановлен солдатами Национальной гвардии. Поскольку в Никарагуа в то время шли боевые действия, на фургоне была надпись, свидетельствующая, что он принадлежит представителям СМИ. За день до этого в принадлежащей правительству Никарагуа газете «Novedades» вышла статья, в которой утверждалось, что иностранные журналисты являются «частью обширной сети коммунистической пропаганды».
Стюарт и его переводчик, 26-летний гражданин Никарагуа Хуан Франсиско Эспиноза, вышли из машины и подошли к КПП. Стюарт предъявил военным удостоверение об аккредитации, выданное службой президента Никарагуа. Когда Билл Стюарт и Эспиноза находились на расстоянии нескольких метров от КПП, оператор Джек Кларк, который остался в машине, спонтанно схватил видеокамеру и стал снимать солдат. Один из гвардейцев, находившихся на КПП, приказал Стюарту встать на колени, а затем лечь на землю лицом вниз. После этого он подошёл к Биллу Стюарту, нанёс ему удар ногой по рёбрам, затем отошёл и выстрелил журналисту в голову. Пуля попала Стюарту в область позади правого уха, он умер мгновенно.
Практически одновременно с этим другой солдат убил переводчика Хуана Эспинозу, сцена его гибели не попала на видеозапись, но он, по-видимому, был убит раньше Стюарта. Водитель фургона, Пабло Тиффер Лопес, позднее вспомнил, что солдат, застреливший Стюарта, сказал: «Я уверен, он не журналист. Он собака». Также, по словам Лопеса, когда гвардейцы поняли, что убитый ими журналист является гражданином США, они велели находящимся в фургоне людям сказать, что Стюарт погиб от пули снайпера сандинистов.
Стюарту было 37 лет, он был женат.
Выжившим коллегам Стюарта удалось забрать его тело. Оно было перевезено сначала из Никарагуа в Панаму, затем оттуда в США.
Власти Никарагуа сообщили, что солдат, убивший журналиста, погиб в бою в тот же день.

## Влияние
Видеозапись убийства Стюарта была вывезена из Никарагуа и переправлена в США. Три крупнейшие американские телевизионные сети, ABC, NBC и CBS, в течение нескольких дней показывали видеозапись убийства Стюарта в вечерних выпусках. Президент Джимми Картер выпустил по поводу убийства Стюарта обращение, в котором охарактеризовал его как «варварский акт, который осуждают все цивилизованные люди».
По мотивам событий убийства Стюарта был снят фильм «Под огнём».